# Finnsjön (sjö i Kronoby, Österbotten)
Finnsjön är en sjö i kommunen Kronoby i landskapet Österbotten i Finland. Arean är 15 hektar och strandlinjen är 2,39 kilometer lång.  Den  ingår i Kronoby å huvudavrinningsområde.  Sjön ligger omkring 98 kilometer nordöst om Vasa och omkring 390 kilometer norr om Helsingfors. 
I sjön finns ön Finnsjöholmen.